# Neidhartshausen
Neidhartshausen település Németországban, azon belül Türingiában. Lakosainak száma 347 fő (2017. december 31.). Neidhartshausen Kaltennordheim és Zella/Rhön községekkel határos.

## Népesség
A település népességének változása:

| 2017 | 347 |